# FIBA European Champions Cup 1971-1972
La Coppa dei Campioni 1971-1972 di pallacanestro maschile venne vinta, per la seconda volta in tre anni, dalla Pallacanestro Varese sponsorizzata Ignis.
Hanno preso parte alla competizione 24 squadre. Dopo due turni iniziali ad eliminazione diretta con gare di andate e ritorno (e somma dei punti), è stata organizzata una fase a gruppi valevole per la qualificazioni alle semifinali; queste ultime sono state giocate con gare di andata e ritorno. La finale è stata organizzata a Tel Aviv.

## Risultati

### Primo turno
Le gare di primo turno sono state giocate il 4 ed l'11 novembre 1971.
| Team #1             | Agg.      | Team #2                 | Andata | Ritorno |
| ------------------- | --------- | ----------------------- | ------ | ------- |
| Amicale Steesel     | 130 - 192 | Panathinaikos Atene     | 63-98  | 67-94   |
| Tapion Honka        | 164 - 138 | Alvik Stoccolma         | 73-60  | 91-78   |
| CJS Aleppo          | 0 - 4     | 17 Nentori Tirana       | 0-2    | 0-2     |
| ITU SK Istanbul     | 177 - 179 | Union Vienna            | 91-84  | 86-95   |
| Gezira SC           | 141 - 196 | Jugoplastika Spalato    | 66-84  | 75-112  |
| SC Lourenco Marques | 167 - 172 | ASVEL Lyon-Villeurbanne | 72-77  | 75-95   |
| Virum               | 90 - 234  | Real Madrid             | 43-120 | 47-114  |
| FUS Rabat           | 127 - 205 | BUS Lier                | 64-82  | 63-123  |

### Ottavi di finale
Le gare di ottavi di finale sono state giocate il 2 e il 9 dicembre 1971. È automaticamente qualificata ai quarti di finale l'Ignis Varese, finalista della precedente edizione.
| Team #1                  | Agg.      | Team #2                 | Andata | Ritorno |
| ------------------------ | --------- | ----------------------- | ------ | ------- |
| Panathinaikos Atene      | 161 - 154 | Maccabi Tel-Aviv        | 81-73  | 80-81   |
| Tapion Honka             | 153 - 188 | TJ Slavia VŠ Praga      | 80-87  | 73-101  |
| 17 Nentori Tirana        | 135 - 175 | Jugoplastika Spalato    | 77-90  | 58-85   |
| Union Vienna             | 173 - 172 | ASVEL Lyon-Villeurbanne | 101-85 | 72-87   |
| Fribourg Olympic         | 127 - 209 | BUS Lier                | 73-99  | 54-110  |
| Bayer Giants Leverkusen  | 140 - 197 | Real Madrid             | 77-84  | 63-113  |
| Levi's Flamingo's Harlem | 197 - 186 | Academic Sofia          | 92-94  | 105-92  |

### Quarti di finale

#### Gruppo A
|    | Squadra                  | G | V | P | PF  | PS  | Dif  | P.ti |
| -- | ------------------------ | - | - | - | --- | --- | ---- | ---- |
| 1. | Ignis Varese             | 3 | 3 | 0 | 553 | 448 | +105 | 6    |
| 2. | Real Madrid              | 3 | 2 | 1 | 516 | 500 | +16  | 5    |
| 3. | Union Vienna             | 3 | 1 | 2 | 499 | 559 | -60  | 4    |
| 4. | Levi's Flamingo's Harlem | 3 | 0 | 3 | 541 | 562 | -21  | 3    |

#### Gruppo B
|    | Squadra              | G | V | P | PF  | PS  | Dif | P.ti |
| -- | -------------------- | - | - | - | --- | --- | --- | ---- |
| 1. | Jugoplastika Spalato | 3 | 3 | 0 | 510 | 474 | +36 | 6    |
| 2. | Panathinaikos Atene  | 3 | 1 | 2 | 484 | 489 | -5  | 4    |
| 3. | TJ Slavia VŠ Praga   | 3 | 1 | 2 | 484 | 506 | -22 | 4    |
| 4. | BUS Lier             | 3 | 1 | 2 | 494 | 503 | -9  | 4    |

|  | Qualificate alle semifinali |
|  | Eliminata                   |

### Semifinali
Le semifinali sono state giocate il 1º e il 2 marzo 1972 (gare di andata) ed il 9 marzo (gare di ritorno).
| Team #1      | Agg.      | Team #2              | Andata | Ritorno |
| ------------ | --------- | -------------------- | ------ | ------- |
| Ignis Varese | 139 - 133 | Panathinaikos Atene  | 69-55  | 70-78   |
| Real Madrid  | 158 - 161 | Jugoplastika Spalato | 89-81  | 69-80   |

### Finale
| Team #1      | Agg.    | Team #2              |
| ------------ | ------- | -------------------- |
| Ignis Varese | 70 - 69 | Jugoplastika Spalato |

| Coppa dei Campioni 1971-1972   |
| ------------------------------ |
| Pallacanestro Varese 2º titolo |

## Formazione vincitrice

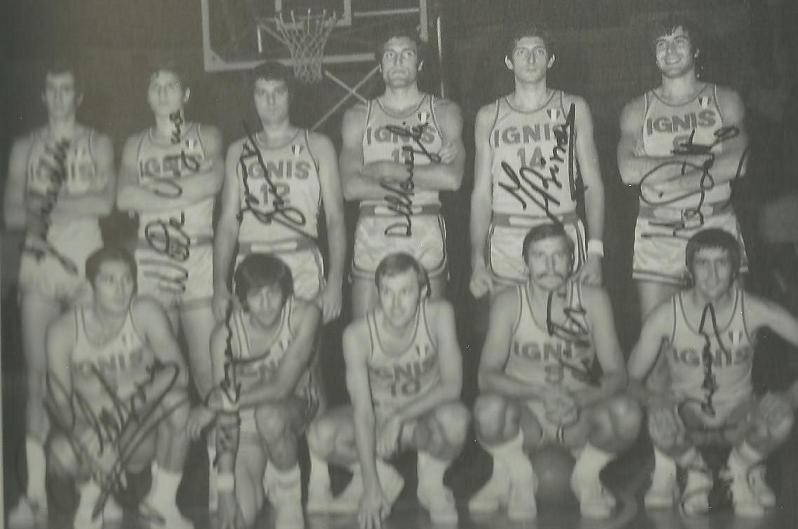
La formazione dell'Ignis Varese nel 1971-1972

| N° | Naz.                   | Ruolo | Sportivo          |  | Alt. |  |
| -- | ---------------------- | ----- | ----------------- |  | ---- |  |
| 4  | Italia (bandiera)      | P     | Edoardo Rusconi   |  |      |  |
| 5  | Italia (bandiera)      | C     | Ottorino Flaborea |  |      |  |
| 6  | Italia (bandiera)      | A     | Graziano Malachin |  |      |  |
| 7  | Italia (bandiera)      |       | Walter Vigna      |  |      |  |
| 8  | Italia (bandiera)      | GA    | Marino Zanatta    |  |      |  |
| 9  | Italia (bandiera)      | A     | Paolo Vittori     |  |      |  |
| 10 | Italia (bandiera)      | P     | Aldo Ossola       |  |      |  |
| 11 | Italia (bandiera)      | C     | Dino Meneghin     |  |      |  |
| 12 | Stati Uniti (bandiera) | G     | Tony Gennari      |  |      |  |
| 14 | Italia (bandiera)      | AG    | Ivan Bisson       |  |      |  |
| 15 | Messico (bandiera)     | AP    | Manuel Raga       |  |      |  |
|    | Jugoslavia (bandiera)  | All.  | Aza Nikolić       |  |      |  |